# NK-cel

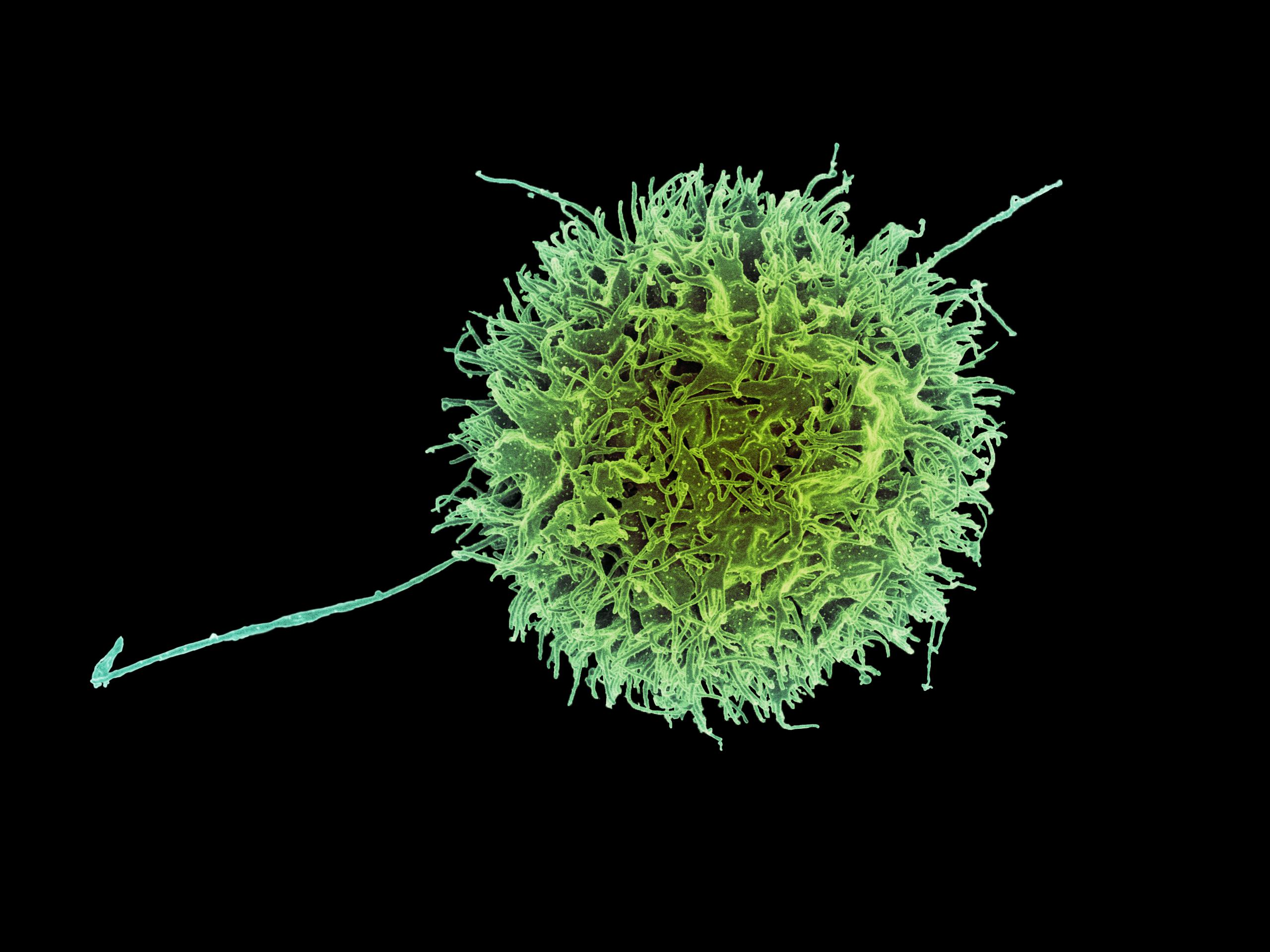
Een ingekleurde elektronenmicroscopische opname van een menselijke naturalkillercel

Naturalkillercellen ofwel NK-cellen zijn grote lymfocyten die behoren tot het aangeboren immuunsysteem en die een rol spelen bij celdoding en uitscheiding van cytokinen die worden gebruikt tegen pathogenen.

## Werking
NK-cellen zijn constant bezig de cellen die ze tegenkomen te 'scannen' op MHC-I-moleculen die eiwitten presenteren die in de cel geproduceerd worden. Samen met de koppeling van enkele andere eiwitten aan de eiwitten op de NK-cel, geeft het MHC-I-eiwit via de buitenkant het signaal dat er met de binnenkant van de cel niets mis is. Sommige virussen, maar ook gemuteerde tumorcellen, zorgen ervoor dat de expressie van MHC-moleculen aan de buitenkant van de cel (op de celmembraan) wordt verstoord. De NK-cel krijgt zo geen compleet signaal en zal de cel vernietigen. Daartoe heeft een NK-cel blaasjes met enzymen bij zich. Deze zogenaamde (azurofiele cytoplasmatische) granules zijn gevuld met de enzymen perforine en granzyme. De poriën vormende perforinemoleculen en granzymen induceren apoptose in de aangevallen cel als zij door degranulatie vrijkomen. Daarnaast kunnen NK-cellen abnormale cellen doden middels de moleculen Fas ligand (FasL) en TRAIL die zij tot expressie brengen op hun celmembraan. De NK-cellen die voornamelijk als functie het doden van eigen cellen hebben zijn herkenbaar aan lage expressie van CD56 op de celmembraan (de CD56dim NK-cellen).
NK-cellen produceren ook signaalmoleculen die een belangrijke rol spelen in de afweer. Dit zijn o.a. IFN-alfa, -bèta (interferon alfa en bèta), TNF-alfa (tumornecrosefactor alfa), TNF-gamma, GM-CSF (granulocyte macrophage-colony stimulating factor), en IL-2 (interleukine-2) die de functie van het pathogeen verstoren en andere cellen van het immuunsysteem kunnen activeren. In de NK-celpopulatie die veel CD56 tot expressie brengt op zijn celmembraan (CD56bright NK-cellen) vindt men de NK-cellen die veel van deze cytokines produceren.
NK-cellen zijn werkzaam totdat het specifieke immuunsysteem in werking treedt en er CD8 cytotoxische T-cellen worden geproduceerd die de celdoding (apoptose) overnemen. De naturalkillercellen worden dan geïnactiveerd door de IL-10 (interleukine-10) die geproduceerd wordt door de CD8 T-cellen.
Recent onderzoek suggereert dat NK-cellen niet alleen in staat zijn om humane cellen, maar ook pathogene schimmels te doden door secretie van IFN-gamma en degranulatie.

## Indeling van afweercellen
De NK-cellen behoren tot de zogenaamde 'aangeboren' afweer en hebben in tegenstelling tot andere lymfocyten geen antigeen nodig om een geïnfecteerde cel te herkennen. Eerder dan herkenning van antigenen, berust hun werking op het niet-herkennen van structuren van lichaamseigen cellen, op vreemde, potentieel virulente, lichaamsvreemde structuren. NK-cellen behoren dus niet tot B-lymfocyten of T-lymfocyten, maar vormen een aparte soort. NK-cellen differentiëren van de lymfoïde voorlopercellen in het beenmerg die weer op hun beurt afkomstig zijn van de hematopoïetische stamcellen.

## Overzichthematopoëtische stamcelrode beenmerg
| Hematopoëse            | Hematopoëse          | Hematopoëse            | Hematopoëse | Hematopoëse | Hematopoëse | Hematopoëse | Hematopoëse | Hematopoëse     | Hematopoëse    |
| ---------------------- | -------------------- | ---------------------- | ----------- | ----------- | ----------- | ----------- | ----------- | --------------- | -------------- |
| Leukopoëse             | Leukopoëse           | Leukopoëse             | Leukopoëse  | Leukopoëse  | Leukopoëse  | Leukopoëse  | Leukopoëse  | Erytropoëse     | Trombopoëse    |
| Myeloblast             | Myeloblast           | Myeloblast             | Monoblast   | Lymfoblast  | Lymfoblast  | Lymfoblast  |             | Pro-erytroblast | Megakaryoblast |
| Myeloblast             | Myeloblast           | Myeloblast             | Monoblast   | Lymfoblast  | Lymfoblast  | Lymfoblast  | Erytroblast |                 | Megakaryoblast |
| Myeloblast             | Myeloblast           | Myeloblast             | Monoblast   | Lymfoblast  | Lymfoblast  | Lymfoblast  | Normoblast  |                 | Megakaryoblast |
| Promyelocyt            | Promyelocyt          | Promyelocyt            | Monocyt     | Lymfocyt    | Lymfocyt    | Lymfocyt    | Reticulocyt | Megakaryocyt    |                |
| Neutrofiele granulocyt | Basofiele granulocyt | Eosinofiele granulocyt | Macrofaag   | B-cel       | T-cel       | NK-cel      | Mastocyt    | Erytrocyt       | Trombocyt      |